# Universal Mother
Universal Mother es el cuarto álbum de estudio de la cantante irlandesa Sinéad O'Connor. Se trata hasta la fecha de su publicación del álbum más personal y por ende menos accesible de su carrera musical a pesar de no tener géneros distantes del mercado musical como, folk, hip hop, pop y toques de electrónica.
A pesar de ser un trabajo de material inédito, a diferencia de su álbum anterior Am I not your girl que incluía estándares de jazz, incluye una versión de Nirvana y temas escritos por otros compositores, además de varios samples de Miles Davis.
Las críticas profesionales hacia el álbum son mixtas, en su mayoría destacan la poca unidad musical del disco, pero destacan la voz de la cantante y la versión de Nirvana «All apologies». En cambio, los consumidores en diferentes webs le otorgan casi un sobresaliente, siendo la nota más alta la de Amazon.co.uk.
Los sencillos que se extrajeron de Universal Mother fueron; «Thank you for hearing me», «Fire on Babylon» y un sencillo doble titulado «Famine/All apologies».

## Historia y grabación
Universal Mother es uno de los discos más personales y pasionales de la cantante y compositora irlandesa. Es un álbum mucho más pausado y reflexivo que su anterior trabajo inédito I do not want what I haven't got (1993), y uno de los álbumes que menos éxito logra por parte de la crítica y del público, debido en parte a que no es un álbum con un concepto muy claro a lo largo del disco.
Se trata de un álbum en el que casi todas las canciones están basadas en arreglos de piano, aunque no deja de haber canciones con ritmos más alterados «Famine», que juegan con el rap y la  celta, e incluso una canción casi a capela «In this heart» y una Canción de cuna.
La temática del disco es variada, empezando por su tributo al feminismo en el primer corte donde se reproduce un pequeño extracto de un discurso de Germaine Greer, pasando por la historia de Irlanda «Famine», donde mezcla samples de Miles Davis «Straight no chaser» y El violinista en el tejado, banda sonora junto a un sample del discurso de Jack Lynch. Aparte de estos samples, también hace una versión de la canción «All apologies», del grupo estadounidense Nirvana.

## Lista de temas
Todas las canciones escritas y compuestas por Sinéad O'Connor salvo indicadas. 
| Universal mother |                                      |                           |          |  |
| N.º              | Título                               | Escritor(es)              | Duración |  |
| 1.               | «Germaine» (voz de Germaine Greer)   | Germaine Greer            | 0:37     |  |
| 2.               | «Fire on Babylon»                    |                           | 5:14     |  |
| 3.               | «John I love you»                    |                           | 5:30     |  |
| 4.               | «My darling child»                   |                           | 3:07     |  |
| 5.               | «Am I a human?»                      |                           | 0:21     |  |
| 6.               | «Red football»                       |                           | 2:50     |  |
| 7.               | «All apologies» (versión de Nirvana) | Kurt Cobain               | 2:40     |  |
| 8.               | «A perfect indian»                   |                           | 4:23     |  |
| 9.               | «Scorn not his simplicity»           | Phil Coulter              | 4:25     |  |
| 10.              | «All babies»                         |                           | 4:38     |  |
| 11.              | «In this heart»                      |                           | 4:20     |  |
| 12.              | «Tiny grief song»                    |                           | 2:47     |  |
| 13.              | «Famine»                             | Dave Clayton, Tim Simenon | 4:55     |  |
| 14.              | «Thank you for hearing me»           |                           | 6:30     |  |
| 52:50            |                                      |                           |          |  |

- «Fire on Babylon contiene un sample de «Dr Jekyll» de Miles Davis.[6]

## Recepción
Las críticas profesionales hacia el álbum son mixtas, en su mayoría destacan la poca unidad musical del disco, pero destacan la voz de la cantante y la versión de Nirvana «All apologies». En cambio, los consumidores en diferentes webs le otorgan casi un sobresaliente, siendo la nota más alta la de Amazon.co.uk.

## Crítica especializada
En Amazon.com Lucy O'Brien hace una crítica favorable del álbum diciendo de él que es «intensamente espiritual» y haciéndose eco de la versión de la canción de Nirvana «All apologies». Termina comentando que «"Universal Mother" muestra visión y madurez musical.»
Robert Christgau le da un B- y en su página oficial dice del disco que es «esencialmente inaccesible», pero destaca la versión de Nirvana como la «última prueba del don vocal» de la cantante que la hace ideal para cantar versiones de otros artistas.
Stephanie Zacharek de Rolling Stone le da cuatro de cinco estrellas diciendo de él que está «entre un disco horrible y uno remarcable» y que puede que justo por eso funcione ya que no llega a ser un disco de baladas, pero tampoco uno de baile. Con respeto a las canciones dice que «Red football» está acompañada de un coro casi venido del infierno y que «Famine» es la canción política del álbum, pero sin llegar a la altura de «Black boys on mopeds» de I do not want what I haven't got (1990), también destaca la Canción de cuna «My darling child».
Evelyn McDonnell de Entertainment Weekly le otorga una puntuación de B+ diciendo de él que es su álbum más reflexivo. De las canciones dice que «Fire on Babylon» es pasional y «Famine» es un rap, pero que aun así las canciones son suaves, incluso canciones de cuna y destaca finalmente su voz que suena más clara.
En Allmusic.com Stephen Thomas Erlewine otorga al álbum tres de cinco estrellas y dice de él que es tan confuso como su anterior trabajo de versiones Am I not your girl?, comentando que «O'Connor ha perdido su sentido de la unidad conceptual» y que suena durante casi todo el disco «perdida y confusa.»

### Nota de consumidores
En Amazon.com.uk los usuarios le otorgan una puntuación de 4.6/5, mientras que en Discogs le dan un 4.5/5.

## Listas y certificaciones (Álbumes/Sencillos)
Álbum

### Listas y posicionamiento
El álbum permaneció en las listas de éxitos austriacas durante dos meses en octubre de 1994, en Suiza siete semanas durante el mismo año, y en Suecia y Reino Unido tres y ocho semamas respectivamente.

### Certificaciones
El álbum fue certificado disco de oro por la BPI en abril de 1995.
Sencillos

### Listas y certificaciones
«Thank you for hearing me»
En el año de su publicación, 1994, permaneció en las listas de éxitos polacas durante trece semanas, y en Reino Unido durante siete semanas.
«Fire on Babylon»
En el año de su publicación, 1994, permaneció durante catorce semanas en las listas polacas, mientras que en Francia estuvo durante tres semanas, en Tokio nueve y en Bélgica una semana.
«Famine/All apologies»
En el año de su publicación, 1995, permaneció en las listas de éxitos del Reino Unido durante una semana.

## Personal

### Músicos
- Sinéad O'Connor - mezcla, piano, voz
- David Clayton - teclado, programación
- Phil Coulter - mezclador, piano
- Ivan Gilliland - guitarra
- Van Gilliland - guitarra
- Irish Chamber Orchestra - cuerdas
- Claire Kenny - bajo
- Jack Lynch - parte hablada
- John O'Kane - violoncello
- Marco Patoni - guitarra
- Marco Pirroni - guitarra
- Reynolds - mezcla, programación
- Jake Reynolds - cantante,
- John Reynolds - bajo, batería, teclados, programación
- Nicky Scott - bajo
- Matthew Seligman - bajo
- Tim Simenon - mezcla, programación
- The Voice Squad - coros

### Productores y otros
- Sinéad O'Connor - diseño y concepto de la portada, diseño, ilustraciones, productor musical,
- Sarah Butterfield - fotografía
- Adam Clayton - compositor
- Phil Coulter 	 productor musical
- Jill Furmanovsky - fotografía
- Reynolds - productor
- Jake Reynolds - productor
- John Reynolds - productor
- Tim Simenon - productor